# Уайт Плейнс
Уайт Плейнс (на английски: White Plains) е град в Съединените американски щати, окръг Уестчестър на щат Ню Йорк. Намира се на 30 km северно от центъра на град Ню Йорк. Населението му е 56 853 души (2010).
Градът е на трето място по качество на живот в щат Ню Йорк.

## История
По времето на холандското заселване на Манхатан през 17 век, регионът е бил използван за обработваема земя от местните индиански племена. Първото заселване на европейско население е през ноември 1683 г. и след това градът постепенно се разширява, като е обявен за център на окръг Уестчестър през 1758 г.
В началото на 20 век Уайт Плейнс се оформя във важен търговски район. През следващите десетилетия политиката на градоначалниците е насочена към подсилване на тази роля. През 1949 г. една от най-големите вериги в САЩ Macy's отварят голям магазин в центъра на града, като това е последвано от други марки.

## Известни личности
В Уайт Плейнс умира инженерът Асен Йорданов (1896 – 1967).
Марк Зъкърбърг, основател на Facebook, е роден в Уайт Плейнс през 1984 г.